# Râul Izvorul Băilor, Valea Colbului
Râul Izvorul Băilor este un afluent al râului Colbului. 